# Shannon Holtzapffel
Shannon Christiaan Antoine Holtzapffel (1985), más conocido como Shannon Holzapffel o Shannon Holtz, es un bailarín, coreógrafo y modelo australiano. Nació en Holanda y actualmente reside en Los Ángeles. Ha trabajado para artistas como Britney Spears o Janet Jackson y ha prestado su imagen para firmas como Calvin Klein. En 2006 participó en la película de animación Happy Feet como actor de captura de movimiento. 
En abril de 2009 fue seleccionado como bailarín de la que sería la gira de regreso a los escenarios de Michael Jackson, This Is It, cancelada tras el fallecimiento del cantante.
En 2010 fue uno de los bailarines de Whitney Houston en la primera etapa de su gira Nothing But Love World Tour. Este mismo año, coprotagonizó el videoclip de la canción "Bionic" de Christina Aguilera.
En el año 2011 participó en la gira Aphrodite World Tour de la cantante australiana Kylie Minogue.
En 2017 participó en la película El gran showman, dirigida por Michael Gracey, interpretando un papel secundario, el "hombre tatuado", donde actuó junto a Zac Efron, Zendaya y Hugh Jackman, entre otros.
- Datos: Q6126868